# Censo demográfico do Brasil de 1890
O censo demográfico do Brasil de 1890 foi a segunda operação censitária realizada em território brasileiro e a primeira da recém-criada República do Brasil. Realizado pela Diretoria Geral de Estatística, vinculada ao Ministério da Indústria, Viação e Obras Públicas, o censo mostrou que a população brasileira era de 14.333.915 habitantes, sendo que 7.237.932 eram homens e 7.095.983 eram mulheres. São Paulo e Minas Gerais foram os estados que apresentaram o maior número de municípios, respectivamente 136 e 117. Contudo, Minas era o estado mais populoso, com 3.184.099 habitantes, e o que tinha o maior número de distritos - 744 deles -, seguido pela Bahia, que possuía 1.919.802 habitantes em 293 distritos de 110 cidades.